# Ayman Ashraf
Ayman Ashraf est un footballeur égyptien né le 9 avril 1991 au Caire. Il évolue au poste de défenseur central ou d'arrière gauche.

## Biographie
En manque de temps de jeu avec Al Ahly SC puis avec Telephonat Bani Suef, il est prêté à Smouha en août 2013.
Il fait partie de la liste des 23 joueurs égyptiens sélectionnés pour disputer la Coupe du monde de 2018 en Russie.

## Palmarès
- Champion d'Égypte en 2010, 2011, 2014, 2016, 2017 et 2018 avec Al Ahly